# Rafz
Rafz es una comuna suiza del cantón de Zúrich, situada en el distrito de Bülach. Limita al noreste con las comunas de Dettighofen (DE-BW) y Lottstetten (DE-BW), al este con Jestetten (DE-BW), al sureste con Rüdlingen (SH), Buchberg (SH) y Eglisau, y al suroeste y oeste con Wil.

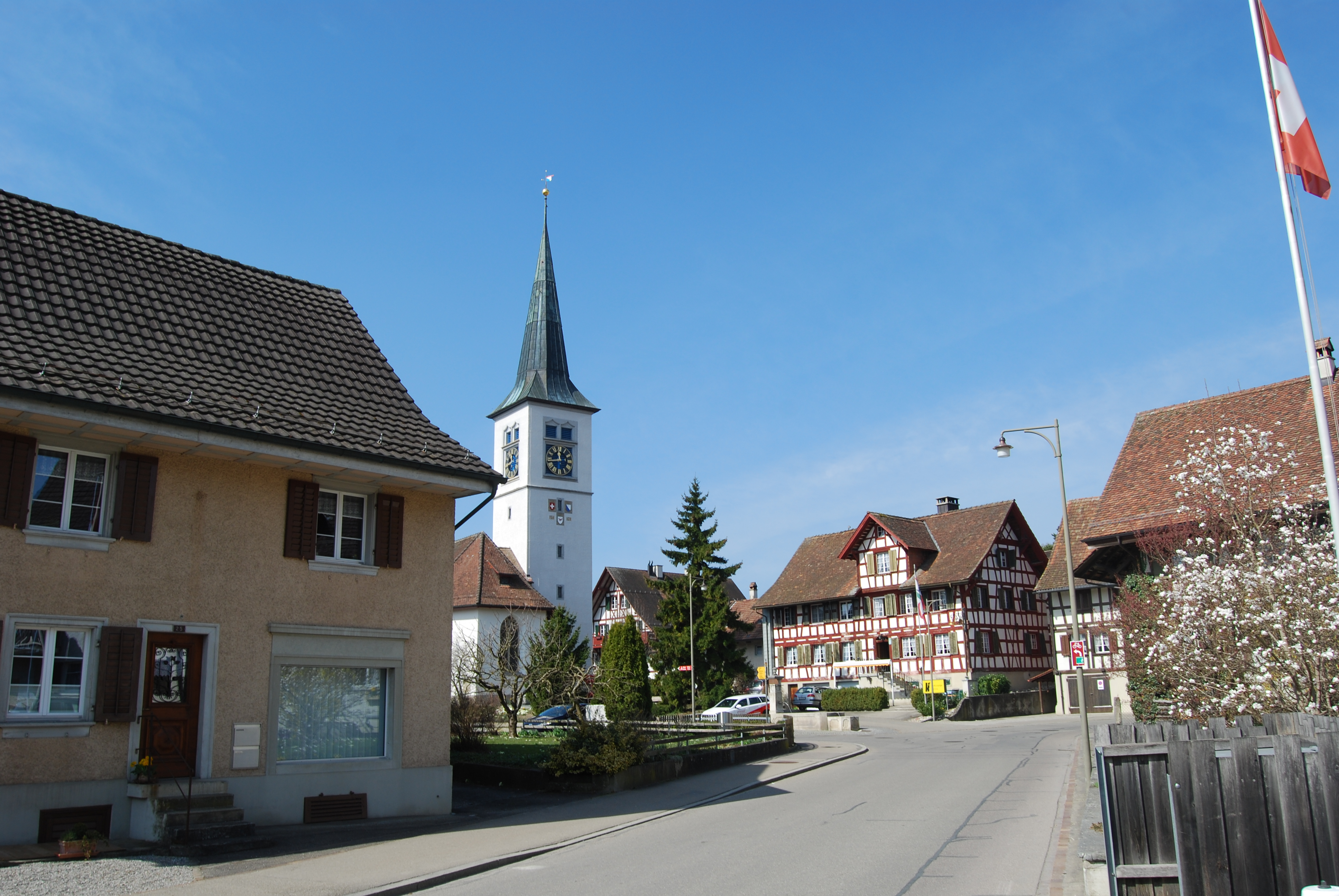
Rafz